# Superpoze
Gabriel Legeleux, dit Superpoze, est un auteur-compositeur et musicien français de musique électronique.

## Biographie
Gabriel Legeleux naît à Caen où il étudie en classe de percussions au conservatoire.
Il sort deux EP, From the Cold en novembre 2012, et Jaguar en septembre 2013, avant de sortir son premier album Opening le 6 avril 2015. Son second album For We The Living composé de 8 morceaux sort en février 2017. Un clip en slow motion accompagne chacun des morceaux.
Il publie son troisième album Nova Cardinale le 25 mars 2022.

## Collaborations
Il a participé à l'album Feu de Nekfeu en produisant le titre Reuf. 
Il a composé le premier album solo de DJ Pone, intitulé Radiant, sorti le 21 octobre 2016.
En 2017, il coproduit les morceaux Yeux Disent, Ray Liotta, Bécane et Club sur l'album FLIP du rappeur Lomepal.
En 2018, il cocompose Évidemment, 1000°C et La Vérité sur l'album Jeannine de Lomepal et apparaît sur le premier album de Gringe, Enfant Lune.
En 2019, il sort un EP avec le musicien Jacques, intitulé Endless Cultural Turnover. La même année, il collabore avec Sabine Devieilhe autour de l'oeuvre d'Hildegarde de Bingen. 
Il a réalisé et produit en duo avec Ambroise Willaume le sixième album d'Alex Beaupain, Pas plus le jour que la nuit, sorti le 4 octobre 2019.

## Cinéma
Il compose la bande originale du documentaire À voix haute : La force de la parole, qui est nommé pour le César du meilleur film documentaire en 2018.
Il compose ensuite sa première bande originale de film de fiction, avec Frères ennemis (2018) de David Oelhoffen, sélectionné en compétition officielle au festival international du film de Venise. Il poursuit en 2019 avec La Source et en 2023 avec L'Astronaute de Nicolas Giraud et Petites, premier long-métrage de Julie Lerat-Gersant primé au festival international du film de Locarno.
Il collabore à nouveau avec David Oelhoffen sur son film Les derniers hommes (2024), produit par Jacques Perrin et présenté en sélection officielle au 49ème festival du cinéma américain de Deauville. 

## Art et théâtre
En 2018, il compose la musique et incarne le personnage de Tommy dans la pièce Hunter mise en scène par Marc Lainé et présentée au Théâtre national de Chaillot. La même année, il présente une pièce pour instruments de musique automates lors de l'exposition Artistes et Robots au Grand Palais.
En 2022 il collabore avec Raphael sur son spectacle Bande Magnétique présenté au Théâtre des Bouffes du Nord et compose la musique du spectacle En travers de sa gorge de Marc Lainé avec Marie-Sophie Ferdane et Bertrand Belin.
Au 77e Festival d'Avignon, il compose et interprète la musique du spectacle L'entente de Blandine Rinkel et de la pièce Paradis de Kae Tempest, adaptée en fiction radiophonique pour France Culture.

## Discographie

### Albums
- 2015 : Opening
- 2017 : For We the Living
- 2022 : Nova Cardinale

### EPs
- 2012 : From the Cold
- 2013 : Jaguar
- 2013 : Pavane
- 2014 : Untitled / Late avec Stwo
- 2016 : Gleam / Shelter
- 2016 : Azur
- 2019 : Endless Cultural Turnover avec Jacques

### Musique de film
- 2017 : A voix haute de Stéphane de Freitas et Ladj Ly
- 2018 : Frères ennemis de David Oelhoffen
- 2019 : La Source de Rodolphe Lauga
- 2023 : L'Astronaute de Nicolas Giraud
- 2023 : Petites de Julie Lerat-Gersant
- 2024 : Les Derniers Hommes de David Oelhoffen

### Composition, production, réalisation
- 2015 : Reuf sur l'album Feu de Nekfeu
- 2016 : Radiant de DJ Pone
- 2017 : Yeux disent, Ray Liotta, Bécane, Club sur l'album FLIP de Lomepal
- 2018 : 1000°c, Evidemment, La vérité sur l'album Jeannine de Lomepal
- 2018 : Pour la nuit sur l'album Enfant Lune de Gringe
- 2019 : Regarde-moi, 200, Yusuf sur l'album Amina de Lomepal
- 2019 : Tangerine Remix (ft. Alan Vega) sur l'album Christophe Etc. vol 2 de Christophe
- 2019 : Pas plus le jour que la nuit d'Alex Beaupain
- 2021 : Noir Brésil d'Yndi

### Articles de journaux
- Quentin Monville, « Superpoze, à la croisée de l'expérimentation et de la pop intimiste », Les Inrockuptibles,‎ 3 mai 2015 (lire en ligne)
- Erwan Perron, « For We the Living », Télérama,‎ 27 février 2017 (lire en ligne)
- Aude Lavigne, « Superpoze, musicien, album « Opening » », France Culture,‎ 10 février 2013 (lire en ligne).
- Jean Morel, « Le son du jour », Radio Nova,‎ 9 juin 2016 (lire en ligne).